# 672

## Úmrtí
- Svatý Ceada
- Kóbun
- Tendži
- Vitalianus

## Hlavy států
- Papež – Vitalianus (657–672) » Adeodatus (672–676)
- Byzantská říše – Konstantin IV. Pogonatos
- Franská říše
  - Neustrie & Burgundsko – Chlothar III. (658–673)
  - Austrasie – Childerich II. (662–675)
- Anglie
  - Wessex – Cenwalh
  - Essex – Sighere + Sebbi
  - Mercie – Wulfhere
- Bulharsko
  - Volžsko-Bulharský chán – Kotrag (660–700/710)